# ミコワイ・レイ
ナグウォヴィツェ（Nagłowice）のミコワイ・レイ（Mikołaj Rej あるいは Mikołaj Rey; 1505年2月4日-1569年9月8日から10月5日の間）は、中世後に勃興したポーランド・ルネッサンス期のポーランドの詩人・散文作家で、政治家・音楽家でもあった。彼は初めてポーランド語のみを用いて文筆活動を行ったポーランド人であり、（ルブリンのビェルナト、ヤン・コハノフスキと並び）文語ポーランド語およびポーランド文学の創始者の一人であると考えられている。

## 生活
ハリチ（現ウクライナ領ハールィチ）近郊のジュラヴノで貴族の一家（家紋 (pl)  はオクシャ Oksza）に生まれる。彼の父スタニスワフ（Stanisław）は、「敬虔で、立派で、物静かな男」であり、ルヴフ（現ウクライナ領リヴィウ）の大司教であった親戚の助けでヤン・ヴォントルプカ（Jan Wątróbka）大司教の招待でクラクフ近郊のナグウォヴィツェからルテニアに引っ越すことができた。彼の母バルバラ・ヘルブルト（Barbara Herburt）は、そこで2番目の妻としてスタニスワフと結ばれた。 若きレイはルヴフではほとんど正式な教育を受けておらず、13歳になってクラクフ・アカデミーに通ったのもたったの1年間のみであったにもかかわらず、ラテン文学を研究してなんとか自身のものとすることに成功している。
1524年頃、レイはサンドミェシュ（Sandomierz）のヴォイヴォダ、アンジェイ・テンチンスキ（Andrzej Tęczyński）の宮廷に仕え始める。彼の人文科学の分野における膨大な知識のほとんどは、実にそこで習得されたのである。宮仕えが終わると、家族の待つ町トポラ（Topola）へと戻り、ゾフィア・コスヌヴナ（Zofia Kosnówna; 姓はコシチェニュヴナ Kościeniówna とも）との結婚生活に入る。 1531年にレイは妻に遺贈されていたヘウム地方のコブィレ（Kobyle）に移住し、以来彼はヘトマンのミコワイ・シェニャフスキ（Mikołaj Sieniawski）の宮廷へ頻繁に出入りするようになった。1541年あるいは1548年に彼はカルヴァン主義に改宗し、教会会議に参加するようになり、彼の土地にプロテスタントの学校や共同体を設立した。 
レイはセイム（sejm）に参加するようになったことで、自身の文筆活動は重要な社会的使命であると考るようになった。彼は彼の成果に対して実質的な報酬を得ることができた最初のポーランド人作家であった。生涯を閉じるまでに、彼はいくつかの村を所有し、その多くの監督を行った。彼はジグムント1世老王からテメロフツェ（Temerowce; 現ウクライナ領テムィリウツィ Темирівці）を、ジグムント2世からは生涯所持を保つことになるジェヴィェンチェレ（Dziewięciele）と2つの町を与えられるが、そのうちの一方は1547年にレイにより建設されたレヨヴィェツ（Rejowiec）であった。ポーランド貴族（シュラフタ）たちがありがたがった黄金の自由の時代を生きて、その寛容さは彼の監督を特徴づけることとなり、この哲学は彼の息子たちによって引き継がれる運命となる。レイは1569年、レヨヴィェツにて死去した。
ミコワイ・レイの生誕500周年の記念の際、彼は「ポーランド文学の父」と記述され、また彼の子孫としては孫のアンジェイ・レイ（外交官 、王室秘書、カルヴァン主義者）が最も著名な人物であるということも記された。アンジェイ・レイはレンブラントの絵画「ポーランドの貴族」（1637年）のモデルであった可能性がある（おそらくデンマーク、イギリス、オランダ宮廷への外交的使命のためにポーランド大使としてアムステルダムを訪れていたときに描かれたのであろう）。

## 作品

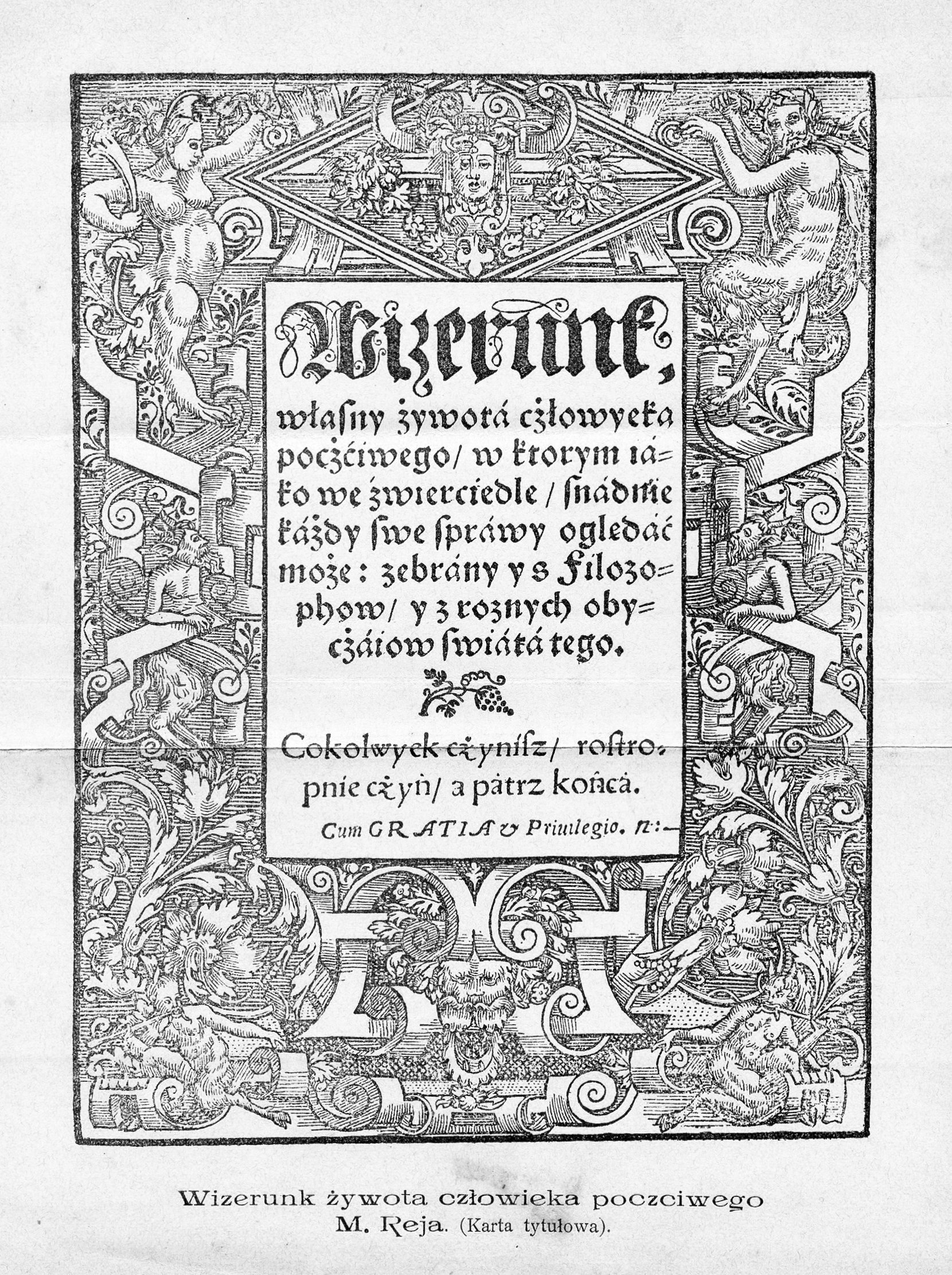
Wizerunek własny Żywota człowieka poczciwego（1567）

1543年、レイは「アンブロジ・コルジュボク・ロジェク」(Ambroży Korczbok Rożek) の筆名で著述を始め、「3人の間の簡単な議論：主、ヴイト (wójt)、司祭」（Krotka rozprawa między trzemi osobami, panem, woytem a plebanem）を発表。2113行の詩的な会話形式で、社会関係を風刺したこの作品は彼の最も有名な本となった。
彼の作品はさまざまな問題に触れており、ヒューマニズムに貫かれた教訓的なものが多い。彼は様々な場面でポーランド貴族の理想を説明し、カトリック教会を批判し、あるいは彼の国への真の懇願を示した散文作品を執筆することで、自らの主張を示した。彼のポーランド語散文の構文がラテン語の構文に強く影響されていることは、先に述べた通りである。
彼の詩の韻律には、彼がよく知っていた中世の韻律モデルに欠けていた規則性を与えるための意識的な努力が明確に現れている。 
レイの作品には以下のようなものが存在する。
- Krótka rozprawa między trzema osobami, Panem, Wójtem a Plebanem （〈3人の間の簡単な議論：主、ヴイト、司祭〉、1543年）、アンブロジ・コルジュボク・ロジェクの筆名によるもの
- Żywot Józefa（〈ヨセフの生涯〉、1545年）
- Żywot człowieka poczciwego （〈正直な人の人生〉）
- Kupiec（〈商人〉、1549年）
- Zwierzyniec （〈動物寓話集〉、1562）
- Zwierciadło 〈姿見 Speculum〉、3冊の散文を組み込んだ Wizerunek własny żywota człowieka poczciwego（The Image of a Good Man's Life 、1567–68）
- Rzecz pospolita albo Sejm pospolity （ジェチポスポリタ、または公のセイム）

## 引用
| 中世ポーランド語の原文                                                            | 和訳                                                                      |
| --------------------------------------------------------------------------------- | ------------------------------------------------------------------------- |
| A niechaj narodowie wżdy postronni znają, iż Polacy nie gęsi, iż swój język mają. | 全ての種々の国の民は知れ、 ポーランド人は雁に非ずと、自らの言葉を持つと。 |

## 遺産

オクシャ（Oksza）の紋

レイの生誕500周年を記念して、ポーランド共和国の下院は2005年を「ミコワイ・レイの年」と宣言した。
1994年から97年にかけて、レイの子孫であり彼にあやかった名を持つニコラス・アンドリュー・レイ（Nicholas Andrew Rey; 1938–2009）がポーランドのアメリカ大使を務めている。